# Cuthbert Brodrick
Cuthbert Brodrick, född 1 december 1821 i Kingston upon Hull, död 2 mars 1905 i Jersey, var en brittisk arkitekt, mest känd för att ha ritat Leeds stadshus.
Brodrick var elev till arkitekten Henry Francis Lockwood innan han öppnade sin arkitektbyrå i Hull 1845.

## Verk

### Leeds
Brodrick ritade Leeds stadshus, vilket är hans mest kända verk, men även flera andra byggnader i Leeds såsom kyrkor och köpcentret Leeds Corn Exchange.

### Hull
Brodrick ritade även ett antal byggnader i Kingston upon Hull, däribland Hulls stadshus, som revs 1905.

### Övriga världen
Brodrick ritade Grand Hotel i Scarborough, som när det öppnades 1867 var ett av de största hotellen i världen. Han ritade även byggnader i Yokefleet och Ilkley.

## Galleri

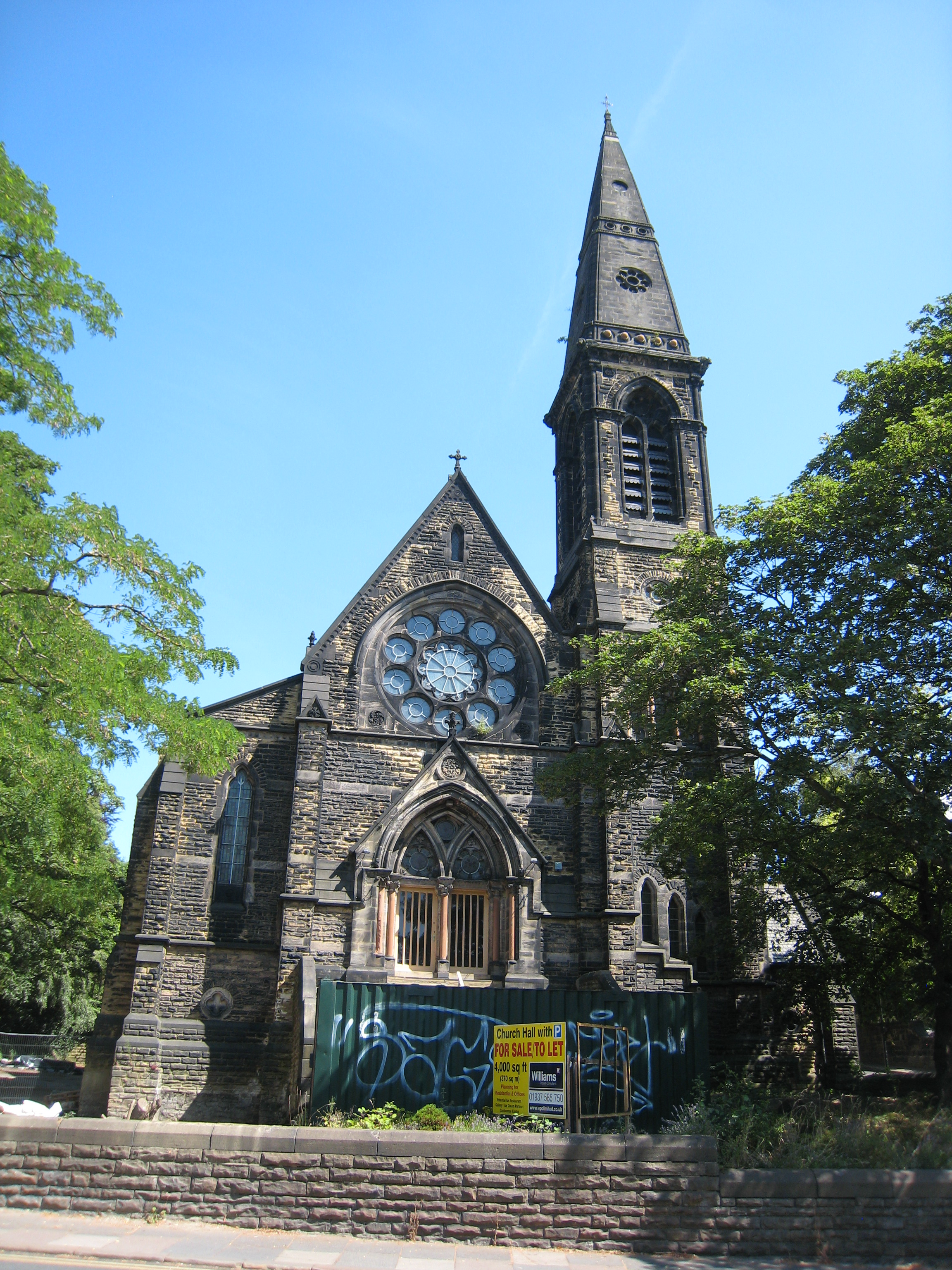
Headingley Congregational Church i Leeds, Brodricks enda kyrka.
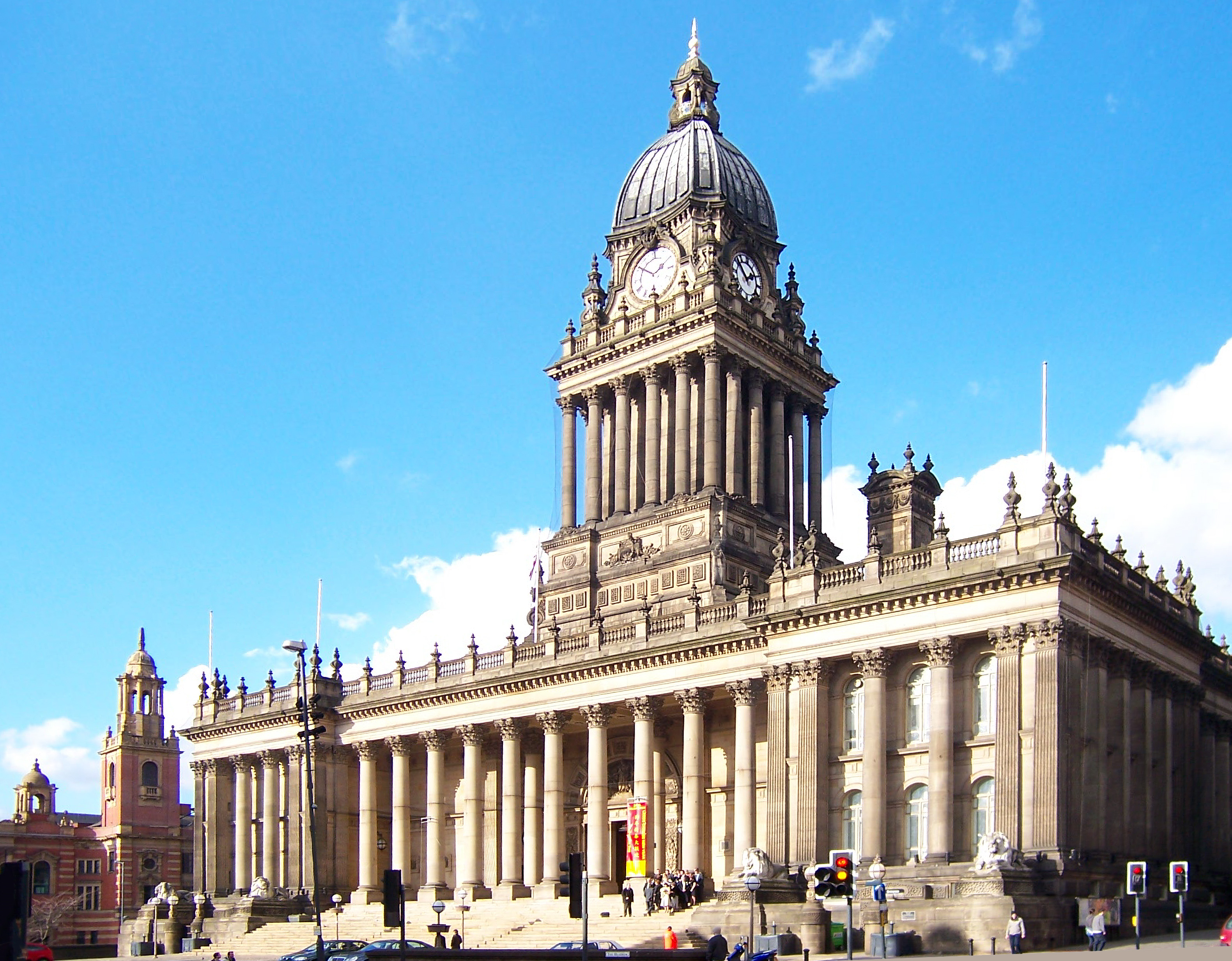
Leeds stadshus.
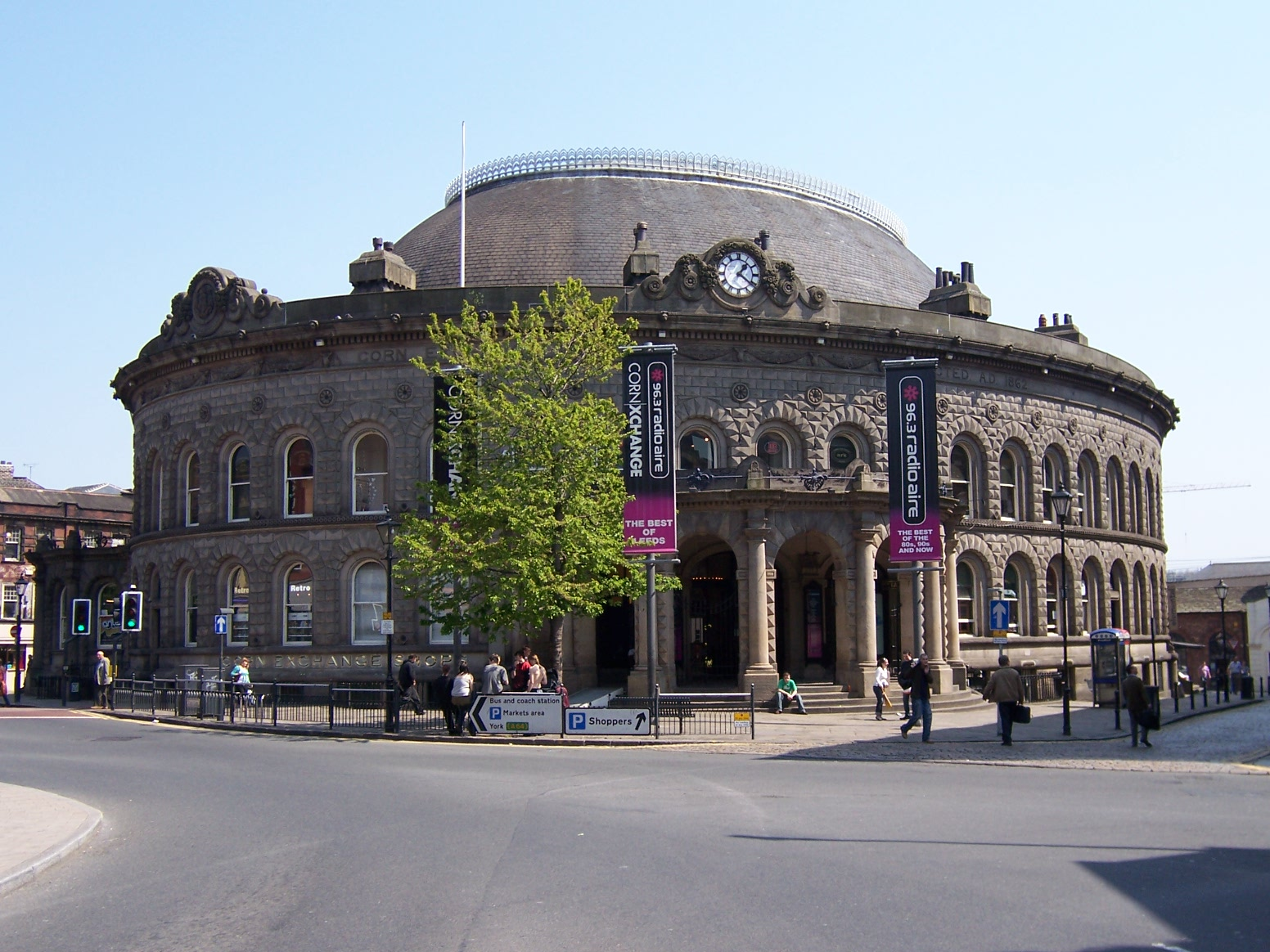
Leeds Corn Exchange.
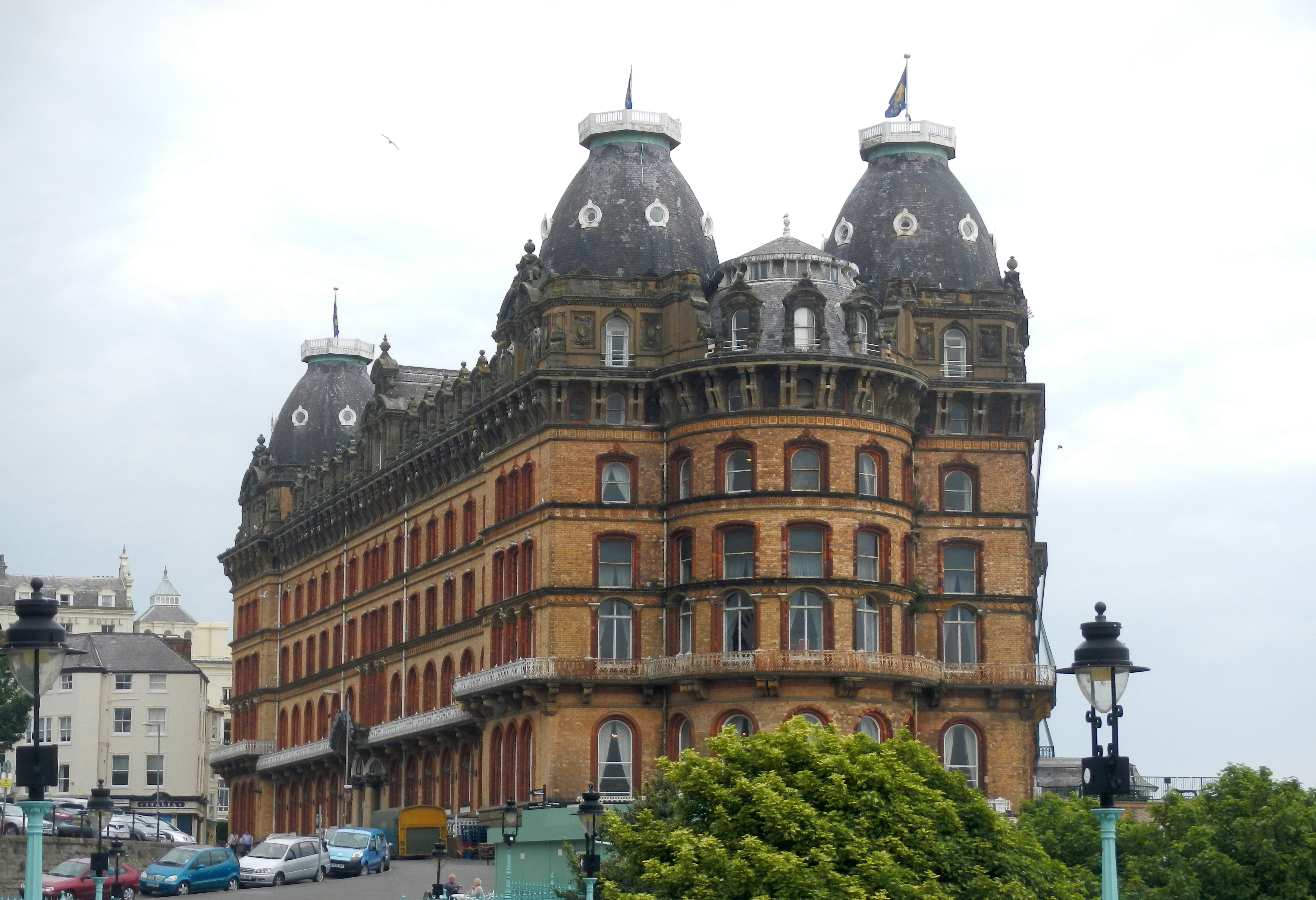
Grand Hotel i Scarborough.